# Basile et Sophia
Basile et Sophia, (letteralmente Basilio e Sofia) è un romanzo di Paul Adam pubblicato nel 1901 a Parigi.
Romanzo storico, altrimenti catalogabile nel sottogenere del Romanzo bizantino, Basile et Sophia narra in chiave romanzata la vicenda di Basilio I il Macedone (867-886), che da prigioniero dei bulgari diviene soldato, e da soldato Imperatore romano d'Oriente in seguito all'assassinio di Michele III: destino questo, a cui Basilio si scopre indirizzato tramite una mistica profezia che giunge alle orecchie di un monaco, che svolge l'attività di ostiario presso una delle tante basiliche di Bisanzio. Romanzo molto ricco dal punto di vista storico e descrittivo, in esso sono presenti spunti interessanti, quali la figura leggendaria della Kyria Damelis, vedova e matrona, alcuni passi riguardanti l'eresia dei Pauliciani, diffusasi nell'Impero Romano d'Oriente a partire dall'VIII secolo, le descrizioni accuratissime degli ambienti e di alcuni riti misterici a sfondo eretico-cristiano, ma di chiara derivazione greco-pagana, la cui partecipazione era riservata alle sole donne. 
Di quest'opera è attualmente disponibile soltanto un esiguo numero di copie dell'edizione originale francese. 

## Capitoli
L'opera si sviluppa in sedici capitoli:
1. Damelis
2. Les Jardins
3. Sophia
4. Les Pauliciennes
5. L'Eveque d'Hermapolis
6. Adonai
7. Les Marchands
8. L'Etalon
9. Les Perroquets
10. L'Initiation des Pures
11. L'Invoquè marche
12. Le Troc
13. Le Palais
14. Euphrosyne
15. L'Apelate
16. Mort de l'Ivrogne

## Trama
(Basile et Sophia, Paul Adam)
(Basile et Sophia, Paul Adam)
(Basile et Sophia, Paul Adam)

## Edizioni
- (FR) Paul Adam, Basile et Sophia, 1ª ed., Parigi, Société d'éditions littéraires et artistiques, 1901.